# Jean Kembo uba Kembo
Jean Kembo uba Kembo (né le 27 décembre 1947 à Léopoldville et mort 26 mars 2007 à Kinshasa) est un footballeur professionnel congolais.

## Biographie
Ancien international, il participe aux deux sacres continentaux de l'équipe nationale du Zaïre, lors des coupes d'Afrique des nations de 1968 en Éthiopie, et 1974 en Égypte.
Surnommé "Monsieur but", il permet notamment au Zaïre, au terme d'un match historique, de devenir la première sélection sub-saharienne à se qualifier pour une phase finale de Coupe du monde de la FIFA, en marquant deux buts contre le Maroc en décembre 1973.
Il est le père de Jirès Kembo Ekoko, lui aussi joueur de football professionnel.

## Palmarès
- Vainqueur de la Coupe d'Afrique des nations en 1968 et 1974 avec l'équipe du Zaïre
- Vainqueur de la Coupe d'Afrique des clubs champions en 1973 avec l'AS Vita Club
- Champion du Zaïre en 1970, 1971, 1972, 1973, 1975, 1977 et 1980 avec l'AS Vita Club
- Vainqueur de la Coupe du Zaïre en 1971, 1972, 1973, 1975 et 1977 avec l'AS Vita Club

## Carrière
- 1967-1980 : AS Vita Club[2]

## Source
- Le Foot « Bretagne Rennes » du 30 août au 26 septembre 2007 no 33 page 13